# Noruega en los Juegos Olímpicos de Montreal 1976
Noruega estuvo representada en los Juegos Olímpicos de Montreal 1976 por un total de 66 deportistas que compitieron en 11 deportes.  
El portador de la bandera en la ceremonia de apertura fue el halterófilo Leif Jenssen.

## Medallistas
El equipo olímpico noruego obtuvo las siguientes medallas:
| Nombre                                               | Deporte | Competición                |
| ---------------------------------------------------- | ------- | -------------------------- |
| Oro                                                  |         |                            |
| Alf Hansen Frank Hansen                              | Remo    | Doble scull (M2x) M        |
| Plata                                                |         |                            |
| Finn Tveter Rolf Andreassen Arne Bergodd Ole Nafstad | Remo    | Cuatro sin timonel (M4-) M |
| Bronce                                               |         |                            |
| —                                                    |         |                            |